# قاحان السفلى (إب)

تعديل مصدري - تعديل

قاحان السفلى هي إحدى قرى عزلة ريمان بمديرية إب التابعة لمحافظة إب، بلغ تعداد سكانها 271 نسمة حسب تعداد اليمن لعام 2004.